# Metz-en-Couture
Metz-en-Couture är en kommun i departementet Pas-de-Calais i regionen Hauts-de-France i norra Frankrike. Kommunen ligger i kantonen Bertincourt som tillhör arrondissementet Arras. År 2022 hade Metz-en-Couture 606 invånare.

## Befolkningsutveckling
Antalet invånare i kommunen Metz-en-Couture
| Referens: INSEE |